# Ballyseedy
Ballyseedy (en irlandais : Bailte Ó Síoda, signifiant « ville de Sheedy ») est un townland du comté de Kerry, en république d’Irlande. Elle était historiquement située dans la paroisse de Ballyseedy, au sein de la baronnie de Trughanacmy. Le townland contient un certain nombre de monuments remarquables, notamment Ballyseedy Wood, un pont sur la rivière Ballycarty et une église protestante en ruine. Il y a aussi un grand château restauré (Ballyseedy Castle) qui est utilisé comme hôtel.

## Localisation
Ballyseedy est situé à l'écart de la route N21, à 4 kilomètres au sud-est de Tralee. Une section de la rivière Lee, dont Tralee tire son nom, forme la limite nord du township.

## Histoire
Ballysedy Wood est une ancienne forêt datant au moins du XVIe siècle, lorsqu'elle est cartographiée par Edward Denny (en). Le bois contient les ruines de Ballysedy House (ou Old Ballysedy Castle), à côté du "nouveau" château de Ballyseedy (maintenant restauré en hôtel). Le bloc S principal est rénové dans un style néo-médiéval par James Franklin Fuller.
Ballyseedy est le siège de la famille Blennerhassett d'environ 1586 à 1967.

## Le massacre de Ballyseedy

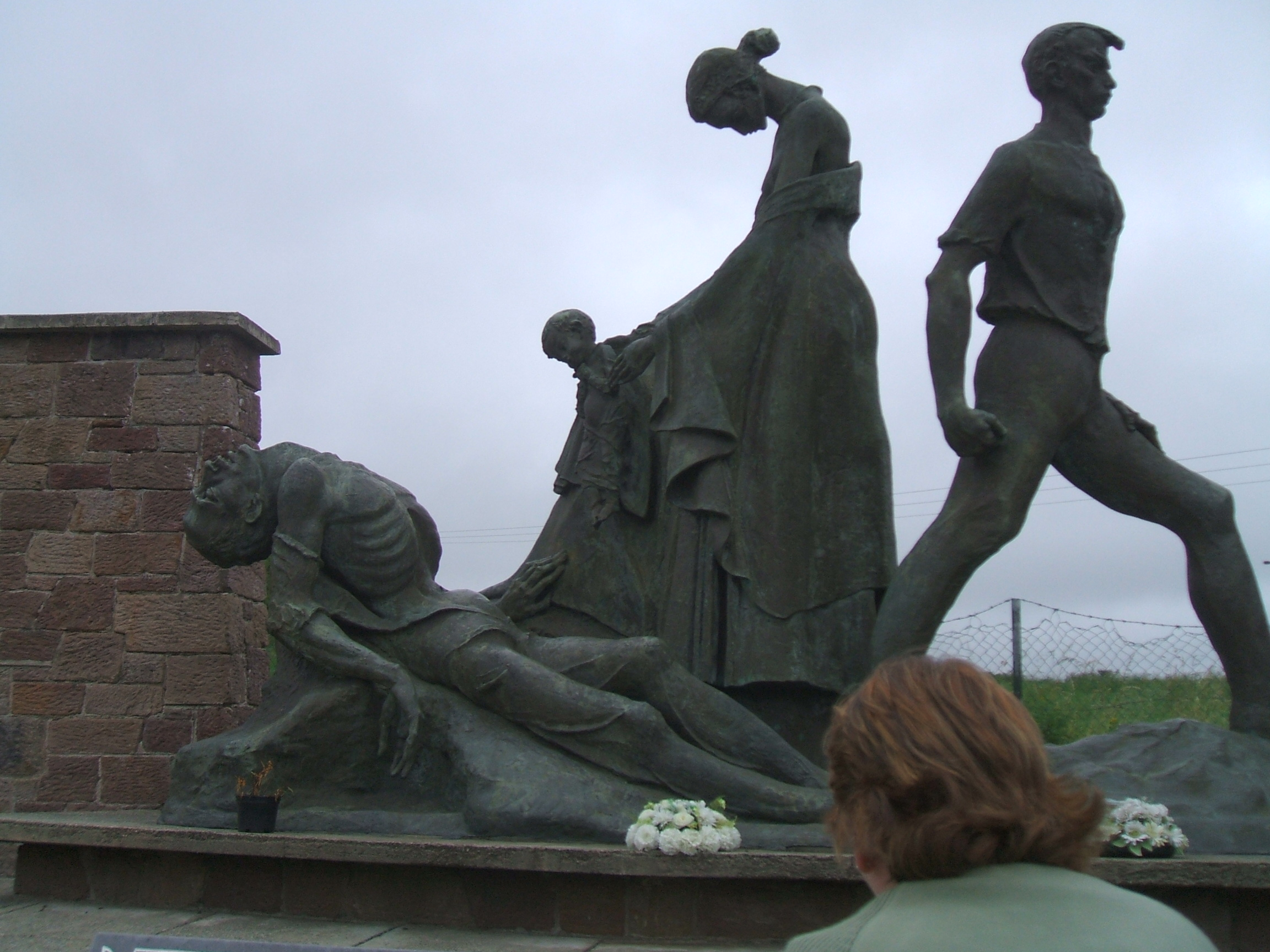
Le Mémorial de Ballyseedy sculpté par Yann Goulet.

Le townland est le théâtre d'atrocités pendant la guerre civile irlandaise au cours de laquelle huit prisonniers anti-traité de l'IRA sont tués par leurs ravisseurs, membres des forces de l'État libre. Le seul survivant est Stephen Fuller (en).

## Démographie
Lors du recensement de 2002, Ballyseedy compte 127 habitants. Au recensement de 2006, il y avait 474 habitants.